# Primera División de Bolivia 2021
La «División Profesional 2021» (también conocida como Copa Tigo por razones de patrocinio) fue la 88.ª edición de la Primera División de Bolivia. El torneo lo organizó la Federación Boliviana de Fútbol (FBF).

## Sistema de competición
Para la temporada 2021 del fútbol boliviano se jugó un solo torneo en todo el año, siendo 30 fechas, bajo el sistema de todos contra todos, en dos ruedas. En este torneo se usó el sistema de puntos, de acuerdo a la reglamentación de la Internacional F. A. Board, asignándose tres puntos, al equipo que resulte ganador; un punto, a cada uno en caso de empate; y cero puntos al perdedor. El club que resultó campeón, además del 2.°, 3.° y 4.° lugar clasificaron a la Copa Libertadores 2022, mientras el 5.°, 6.°, 7.° y 8.° se llevaron un cupo a la Copa Sudamericana 2022. En la zona baja fue un equipo que perdió la categoría de manera directa, el último ubicado. El equipo que terminó en el penúltimo puesto jugó un play-off por la permanencia con el equipo subcampeón de la Copa Simón Bolívar 2021.

## Equipos participantes

### Distribución geográfica de los clubes
| Departamento | Cantidad | Club                    |
| ------------ | -------- | ----------------------- |
| Santa Cruz   | 5        | Blooming                |
| Santa Cruz   | 5        | Guabirá                 |
| Santa Cruz   | 5        | Oriente Petrolero       |
| Santa Cruz   | 5        | Real Santa Cruz         |
| Santa Cruz   | 5        | Royal Pari              |
| Cochabamba   | 3        | Atlético Palmaflor      |
| Cochabamba   | 3        | Aurora                  |
| Cochabamba   | 3        | Jorge Wilstermann       |
| La Paz       | 3        | Always Ready            |
| La Paz       | 3        | Bolívar                 |
| La Paz       | 3        | The Strongest           |
| Potosí       | 2        | Nacional Potosí         |
| Potosí       | 2        | Real Potosí             |
| Chuquisaca   | 1        | Independiente Petrolero |
| Oruro        | 1        | San José                |
| Tarija       | 1        | Real Tomayapo           |

### Ascensos y descensos
Un total de 16 equipos disputan la liga, los 14 equipos de la Primera División de Bolivia 2020 y los dos primeros clasificados de la Copa Simón Bolívar 2020.
| Pos | Ascendidos a la División Profesional                               |
| --- | ------------------------------------------------------------------ |
| 1.º | Real Tomayapo (Campeón de la Copa Simón Bolívar 2020)              |
| 2.º | Independiente Petrolero (Subcampeón de la Copa Simón Bolívar 2020) |

| Pos     | Descendido |
| ------- | ---------- |
| No hubo |            |

### Información de los clubes
| Equipo                  | Ciudad                  | Estadio                  | Capacidad | Proveedor                 | Auspiciador                                       |
| ----------------------- | ----------------------- | ------------------------ | --------- | ------------------------- | ------------------------------------------------- |
| Always Ready            | El Alto                 | Municipal de El Alto     | 25 000    | Bandera de Ecuador        | UTB                                               |
| Atlético Palmaflor      | Quillacollo             | Municipal de Quillacollo | 6000      | Oxígeno Wear              | Ver lista GM de Quillacollo Boliviana de Aviación |
| Aurora                  | Cochabamba              | Félix Capriles           | 32 000    | LHED Indumentarias        | Ver lista Cerveza Burguesa                        |
| Blooming                | Santa Cruz de la Sierra | Ramón Aguilera Costas    | 32 000    | Blooming Oficial          | Ver lista Cerveza Burguesa                        |
| Bolívar                 | La Paz                  | Hernando Siles           | 42 000    | Puma                      | Chevrolet                                         |
| Guabirá                 | Montero                 | Gilberto Parada          | 18 000    | Olive Sport               | Ver lista Azúcar Guabirá Celina                   |
| Independiente Petrolero | Sucre                   | Olímpico Patria          | 30 000    | Olimpo Record S.A.        | Ver lista                                         |
| Jorge Wilstermann       | Cochabamba              | Félix Capriles           | 32 000    | Forte Atletic             | Ver lista Campero COBOCE                          |
| Nacional Potosí         | Potosí                  | Víctor Agustín Ugarte    | 30 000    | Willys Athletic           | Ver lista Cerveza Potosina                        |
| Oriente Petrolero       | Santa Cruz de la Sierra | Ramón Aguilera Costas    | 38 500    | Oriente Petrolero Oficial | Ver lista Cerabol                                 |
| Real Potosí             | Potosí                  | Víctor Agustín Ugarte    | 30 000    | Unosport                  | Ver lista Cerveza Potosina                        |
| Real Santa Cruz         | Santa Cruz de la Sierra | Real Santa Cruz          | 12 000    | Arce                      | Ver lista Tierra y Techo Nueva Santa Cruz         |
| Real Tomayapo           | Tarija                  | IV Centenario            | 20 000    | LEA Sport                 | Ver lista Fadami-Tomay                            |
| Royal Pari              | Santa Cruz de la Sierra | Ramón Aguilera Costas    | 38 500    | Hidra Ropa Deportiva      | Grupo Sion                                        |
| San José                | Oruro                   | Jesús Bermúdez           | 30 000    | Willys Athletic           | Bandera de Luxemburgo                             |
| The Strongest           | La Paz                  | Hernando Siles           | 42 000    | Bandera de Ecuador        | Ver lista Mi Teleférico                           |

### Entrenadores
| Equipo                  | Entrenador (jornadas) |
| ----------------------- | --- |
| Always Ready            | Sebastián Núñez (1-4) Omar Asad (5-11) Pablo Godoy (12-30)                                                                    |
| Atlético Palmaflor      | Julio César Baldivieso (1-3) Thiago Leitāo (4-18) Víctor Hugo Andrada (19-25) Humberto Viviani (26-30)                        |
| Aurora                  | Humberto Viviani (1-22) Sergio Zeballos (23-30)                                                                               |
| Blooming                | Eduardo Villegas (1-16) Hernán Meske (17-27) Rodrigo Venegas (28-30)                                                          |
| Bolívar                 | Natxo González (1-7) Vladimir Soria (Interino) (8) Antônio Carlos Zago (10-30)                                                |
| Guabirá                 | Víctor Hugo Andrada (1-17) Víctor Hugo Antelo (18-30)                                                                         |
| Independiente Petrolero | Marcelo Robledo (1-30) |
| Jorge Wilstermann       | Mauricio Soria (1-4) Diego Cagna (5-20) Sergio Migliaccio (21-30)                                                             |
| Nacional Potosí         | Álvaro Peña (1-3) Roberto Mancilla (4) Flavio Robatto (5-13) Alberto Illanes (14-26) Roberto Mancilla (14-26)                 |
| Oriente Petrolero       | Erwin Sánchez (1-30) |
| Real Potosí             | Carlos Fonseca (1-7) Armando Ibáñez (8-12) Marco Sandy (13-19) Ronald Villafuerte (20-21) Sebastián Núñez (22-30)             |
| Real Santa Cruz         | Néstor Clausen (1-10) David Perdiguero (11-30)                                                                                |
| Real Tomayapo           | Horacio Pacheco (1-14) Álvaro Peña (15-30)                                                                                    |
| Royal Pari F. C.        | Cristian Díaz (1-11) Luis Marín Camacho (12) Miguel Ángel Portugal (13-30)                                                    |
| San José                | Thiago Leitāo (1-2) Manuel Luizaga (3) Marcos Ferrufino (4-7) Domingo Sánchez (8-17) Óscar Daza (18) Juan Luis Choque (19-30) |
| The Strongest           | Alberto Illanes (1-4) Luis Orozco (5) Gustavo Florentín (6-15) Pablo Cabanilla (16) Cristian Leonel Díaz (17-30)              |

### Jugadores

#### Jugador categoría Sub-20
Es el único cambio en el reglamento para la temporada 2021. El Consejo de la División Profesional aprobó la inclusión obligatoria de un jugador de la categoría sub-20 durante 45 minutos.
en caso de que el jugador fuera expulsado, no es necesario que se vuelva a incluir a otro futbolista sub-20; sin embargo, en caso de que éste se lesionara, debe ser reemplazado por otro de la misma categoría.

#### Jugadores extranjeros
Cada equipo pudo incluir dentro de su lista un máximo de seis jugadores extranjeros, permitiéndose un máximo de 4 jugadores extranjeros simultáneos en cancha. Los jugadores extranjeros que tengan uno o los dos padres bolivianos, son bolivianos en las listas y en el terreno de juego. Durante el período de fichajes los equipos pueden tener más de 6 jugadores extranjeros en sus filas siempre y cuando el jugador no esté inscrito reglamentariamente.

##### Primer Semestre
| Jugadores extranjeros habilitados  | Jugadores extranjeros habilitados | Jugadores extranjeros habilitados | Jugadores extranjeros habilitados | Jugadores extranjeros habilitados | Jugadores extranjeros habilitados | Jugadores extranjeros habilitados | Jugadores extranjeros habilitados                                 | Jugadores extranjeros habilitados              |
| Equipo                             | Jugador 1                         | Jugador 2                         | Jugador 3                         | Jugador 4                         | Jugador 5                         | Jugador 6                         | Jugador Nacionalizado                                             | Jugador Padres Bolivianos                      |
| ---------------------------------- | --------------------------------- | --------------------------------- | --------------------------------- | --------------------------------- | --------------------------------- | --------------------------------- | ----------------------------------------------------------------- | ---------------------------------------------- |
| Always Ready                       | Javier Sanguinetti                | Marc Enoumba                      | Darwin Carrero                    | John Mosquera                     | Harold Cummings                   | Robert Hernández                  | Marcos Ovejero Nelson Cabrera                                     |                                                |
| Atlético Palmaflor                 | Maximiliano Gómez                 | Ricardo Noir                      | Oswaldo Blanco                    | Jaime Santos                      | Bismark Ubah                      | Matias Meruvia                    | Robson Dos Santos                                                 |                                                |
| Aurora                             | Brian Sarmiento                   | Elías Alderete                    | Germán Montoya                    | Manuel Morello                    | Alexis Ramos                      | Erick Rivera                      |                                                                   | Paolo Alcócer                                  |
| Blooming                           | Gervasio Núñez                    | Rafael Allan Mollercke            | Rafael Barros Silva               | Felipe Guedes                     | Pedro Franco                      | Juan Anangonó                     |                                                                   | Edwin Junior Sánchez Christian Latorre         |
| Bolívar                            | Armando Sadiku                    | Leonardo Ramos                    | Alberto Guitián                   | Àlex Granell                      | Álvaro Rey                        | Felipe Carvalho                   |                                                                   | Diago Giménez                                  |
| Guabirá                            | Juan Vogliotti                    | Federico Domínguez                | Kevin Mina                        | Bruno Pascua                      | Nelson Amarilla                   | Martín Galain                     | Heber Leaños                                                      |                                                |
| Independiente Petrolero            | Martín Chiatti                    | Martín Prost                      | Gustavo Cristaldo                 | Francisco Silva Cabrera           | Cristian Lasso                    | José Erik Correa                  | Alejandro Bejarano Marcelo Gomes Enrique David Díaz Mijail Aviles |                                                |
| Jorge Wilstermann                  | Cristian Chávez                   | Patricio Rodríguez                | Santiago Echeverría               | Sergio Francisco                  | Humberto Osorio                   |                                   | Maximiliano Ortiz Damián Lizio Arnaldo Giménez                    | Lucas Galarza Rodrigo Morales Alejandro Meleán |
| Nacional Potosí                    | Alexis Hinestroza                 | Harold Reina                      | Paolo Jiménez                     | Rodrigo Cabrera                   | Sebastián Gularte                 |                                   |                                                                   |                                                |
| Oriente Petrolero                  | Daniel Franco                     | Maximiliano Caire                 | Elkin Blanco                      | Dayro Moreno                      | Wilson Quiñonez                   | Hugo Dorrego                      |                                                                   |                                                |
| Real Potosí                        | Christian Bekamenga               | Léiner Escalante                  | Carlos Rubio                      | Luis Trujillo                     | Luis Copete                       | Robin Ramos                       | Gerardo Yecerotte                                                 | Joel Fernández                                 |
| Real Santa Cruz                    | Carlos Franco                     | Marcelo Argüello                  | Juan Camilo Vela                  | Edarlyn Reyes                     | Carlos Navas                      | Marcel Román                      | Martín Palavicini Sebastián Angulo                                |                                                |
| Real Tomayapo                      | Eber Vera                         | Nilton Ferreira                   | David Robles                      | Jorge Gonzáles                    | Luis Maldonado                    | William Ferreira                  | Juan Ríos                                                         |                                                |
| Royal Pari                         | Joel Amoroso                      | Mariano Brau                      | Esteban Orfano                    | Jefferson Tavares                 | Rubilio Castillo                  | Ismael Benegas                    | Luciano Ursino                                                    |                                                |
| The Strongest                      | Willie Barbosa                    | Rafael Lima                       | Rolando Blackburn                 | David Mateos                      | Fran Pastor                       | Gonzalo Castillo                  | Fernando Martelli Jair Reinoso                                    |                                                |
| Actualizado el 11 de marzo de 2021 |                                   |                                   |                                   |                                   |                                   |                                   |                                                                   |                                                |

##### Segundo Semestre
| Jugadores extranjeros habilitados   | Jugadores extranjeros habilitados | Jugadores extranjeros habilitados | Jugadores extranjeros habilitados | Jugadores extranjeros habilitados | Jugadores extranjeros habilitados | Jugadores extranjeros habilitados | Jugadores extranjeros habilitados                                 | Jugadores extranjeros habilitados              |
| Equipo                              | Jugador 1                         | Jugador 2                         | Jugador 3                         | Jugador 4                         | Jugador 5                         | Jugador 6                         | Jugador Nacionalizado                                             | Jugador Padres Bolivianos                      |
| ----------------------------------- | --------------------------------- | --------------------------------- | --------------------------------- | --------------------------------- | --------------------------------- | --------------------------------- | ----------------------------------------------------------------- | ---------------------------------------------- |
| Always Ready                        | Javier Sanguinetti                | Marc Enoumba                      | Álex Rambal                       | Orlando Mosquera                  | Harold Cummings                   | Jair Catuy                        | Marcos Ovejero Nelson Cabrera                                     |                                                |
| Atlético Palmaflor                  | Maximiliano Gómez                 | Ricardo Noir                      | Oswaldo Blanco                    | Jaime Santos                      |                                   |                                   | Robson Dos Santos                                                 |                                                |
| Aurora                              | Brian Sarmiento                   | Elías Alderete                    | Germán Montoya                    | Manuel Morello                    | Alexis Ramos                      | Erick Rivera                      |                                                                   | Paolo Alcócer                                  |
| Blooming                            | Rafael Allan Mollercke            |                                   |                                   |                                   |                                   |                                   |                                                                   | Edwin Junior Sánchez Christian Latorre         |
| Bolívar                             | Leonardo Ramos                    | Jurgens Montenegro                | Alberto Guitián                   | Àlex Granell                      | Álvaro Rey                        | Felipe Carvalho                   |                                                                   | Diago Giménez                                  |
| Guabirá                             | Juan Vogliotti                    | John Mosquera                     | Kevin Mina                        | Bruno Pascua                      | Nelson Amarilla                   | Martín Galain                     | Heber Leaños                                                      |                                                |
| Independiente Petrolero             | Martín Chiatti                    | Martín Prost                      | Gustavo Cristaldo                 | Francisco Silva Cabrera           | Cristian Lasso                    | José Erik Correa                  | Alejandro Bejarano Marcelo Gomes Enrique David Díaz Mijail Aviles |                                                |
| Jorge Wilstermann                   | Cristian Chávez                   | Patricio Rodríguez                | Santiago Echeverría               | Sergio Francisco                  | Humberto Osorio                   |                                   | Maximiliano Ortiz Damián Lizio Arnaldo Giménez                    | Lucas Galarza Rodrigo Morales Alejandro Meleán |
| Nacional Potosí                     | Alexis Hinestroza                 | Harold Reina                      | Paolo Jiménez                     | Rodrigo Cabrera                   | Sebastián Gularte                 |                                   |                                                                   |                                                |
| Oriente Petrolero                   | Daniel Franco                     | Maximiliano Caire                 | Elkin Blanco                      | Dayro Moreno                      | Wilson Quiñonez                   | Hugo Dorrego                      |                                                                   |                                                |
| Real Potosí                         | Christian Bekamenga               | Léiner Escalante                  | Fran Pastor                       | Carlos Rubio                      | Luis Trujillo                     | Bismark Ubah                      | Gerardo Yecerotte                                                 | Joel Fernández                                 |
| Real Santa Cruz                     | Carlos Franco                     | David Andersen                    | Jairo Hestefano Jean              | César García                      | Dorny Romero                      | Edarlyn Reyes                     | Martín Palavicini Sebastián Angulo                                |                                                |
| Real Tomayapo                       | Eber Vera                         | David Robles                      | Jorge Gonzáles                    | Luis Maldonado                    | William Ferreira                  | Juan Ríos                         |                                                                   |                                                |
| Royal Pari                          | Joel Amoroso                      | Mariano Brau                      | Esteban Orfano                    | Jefferson Tavares                 | Rubilio Castillo                  | Ismael Benegas                    | Luciano Ursino                                                    |                                                |
| The Strongest                       | Willie Barbosa                    | Rafael Lima                       | Rolando Blackburn                 | Aldo Quiñónez                     | Rolando Martínez                  | Gonzalo Castillo                  | Fernando Martelli Jair Reinoso                                    |                                                |
| Actualizado el 23 de agosto de 2021 |                                   |                                   |                                   |                                   |                                   |                                   |                                                                   |                                                |

## Justicia deportiva
Esta es la lista de todos los árbitros disponibles que podrán dirigir partidos este torneo. Los árbitros que aparecen en la lista, pueden dirigir en las otras dos categorías profesionales, si la FBF así lo estime conveniente.
| Árbitros           | Edad    | Categoría          |
| ------------------ | ------- | ------------------ |
| Jordy Alemán       | 32 años | Bandera de Bolivia |
| Joaquín Antequera  | 51 años | Bandera de Bolivia |
| Nelson Barros      | –       | Bandera de Bolivia |
| Álvaro Campos      | –       | Bandera de Bolivia |
| Juan Castro        | –       | Bandera de Bolivia |
| Gado Flores        | –       | Bandera de Bolivia |
| Carlos García      | –       | Bandera de Bolivia |
| Juan Nelio García  | 43 años |                    |
| Julio Gutiérrez    | –       | Bandera de Bolivia |
| José Jordán        | 47 años |                    |
| Jorge Justiniano   | –       | Bandera de Bolivia |
| Alejandro Mancilla | –       | Bandera de Bolivia |
| Ivo Méndez         | 34 años |                    |
| Raúl Orosco        | 46 años |                    |
| Hostin Prado       | –       | Bandera de Bolivia |
| Orlando Quintana   | –       | Bandera de Bolivia |
| Rafael Subirana    | –       | Bandera de Bolivia |
| Gery Vargas        | 44 años |                    |
| Luis Yrusta        | 46 años |                    |

## Derechos de televisación
Tras una serie de problemas administrativos en la Federación Boliviana de Fútbol relacionados con la presidencia del ente durante la gestión 2020, ocasionada tras el fallecimiento del presidente César Salinas Sinka, tras un acuerdo entre las partes dirigenciales afectadas, el 14 de noviembre de 2020 se convocaría a unas nuevas elecciones, siendo elegido por mayoría absoluta como presidente de la Federación Boliviana de Fútbol al señor Fernando Costa, quien por entonces era presidente del club Always Ready. Uno de los principales objetivos de esta nueva elección contemplaba también la convocatoria a una nueva licitación de derechos anulando una anterior licitación de agosto del mismo año. Según una de las cláusulas preferenciales firmadas anteriormente por la empresa Sport TV Rights para esta nueva licitación, esta empresa decidió no continuar la relación de negocios con la FBF, a pesar de que se le debía la realización del campeonato Clausura 2020, el cual fue suspendido por los problemas ocasionados por la pandemia del virus COVID-19 y en vista de que su gerente vio un favorecimiento de derechos a la transnacional WarnerMedia International Argentina (Turner), que estaba interesada en los derechos de televisación. 
De esta forma (con un monto inferior al establecido por la FBF), otorgándose finalmente los derechos de la televisación de los Campeonatos de las divisiones Profesional y Aficionado a la empresa Telecel S.A, propietaria del canal Tigo Sports, por un periodo de cuatro años, con una propuesta que incluye la televisación de todos los encuentros del campeonato de Primera División con su nuevo formato de torneo anual único. Además se espera que dentro de la propuesta de televisación se incluya la instalación del sistema de video-arbitraje asistido (VAR), estimado a ponerse en práctica a finales de la temporada 2021.

### A nivel nacional
| Canal       | Partidos              | Elección |
| ----------- | --------------------- | -------- |
| Tigo Sports | 8 por jornada (Todos) | 1        |

### A nivel regional
| Canal                                            | Partidos          | Elección |
| ------------------------------------------------ | ----------------- | -------- |
| Cotap LTDA (Solo disponible en Potosí)           | 4 - 5 por jornada |          |
| Comteco (Solo disponible en Cochabamba           | 4 - 5 por jornada |          |
| Coteri LTDA (Solo disponible en Riberalta, Beni) | 4 - 5 por jornada |          |

### A nivel internacional
| Canal                                  | Partidos          | Elección |
| -------------------------------------- | ----------------- | -------- |
| DirecTV (Solo disponible en Argentina) | 4 - 5 por jornada | 1        |

## Desarrollo

### Clasificación
| Pos. | Equipo                      | Pts. | PJ | G  | E | P  | GF | GC | Dif. | Clasificación                              |
| ---- | --------------------------- | ---- | -- | -- | - | -- | -- | -- | ---- | ------------------------------------------ |
| 1    | Independiente Petrolero (C) | 65   | 30 | 20 | 5 | 5  | 59 | 33 | +26  | Campeón. Clasifica a la Copa Libertadores. |
| 2    | Always Ready                | 64   | 30 | 19 | 7 | 4  | 66 | 31 | +35  | Clasifican a la Copa Libertadores.         |
| 3    | The Strongest               | 63   | 30 | 19 | 6 | 5  | 57 | 24 | +33  | Clasifican a la Copa Libertadores.         |
| 4    | Bolívar                     | 56   | 30 | 16 | 8 | 6  | 63 | 29 | +34  | Clasifican a la Copa Libertadores.         |
| 5    | Royal Pari                  | 51   | 30 | 16 | 3 | 11 | 66 | 45 | +21  | Clasifican a la Copa Sudamericana.         |
| 6    | Oriente Petrolero           | 51   | 30 | 15 | 6 | 9  | 46 | 29 | +17  | Clasifican a la Copa Sudamericana.         |
| 7    | Jorge Wilstermann           | 49   | 30 | 15 | 4 | 11 | 64 | 48 | +16  | Clasifican a la Copa Sudamericana.         |
| 8    | Guabirá                     | 44   | 30 | 13 | 5 | 12 | 47 | 47 | 0    | Clasifican a la Copa Sudamericana.         |
| 9    | Atlético Palmaflor          | 40   | 30 | 11 | 7 | 12 | 42 | 45 | −3   |                                            |
| 10   | Nacional Potosí             | 39   | 30 | 10 | 9 | 11 | 45 | 46 | −1   |                                            |
| 11   | Real Santa Cruz             | 38   | 30 | 11 | 5 | 14 | 38 | 46 | −8   |                                            |
| 12   | Aurora                      | 33   | 30 | 9  | 6 | 15 | 40 | 51 | −11  |                                            |
| 13   | Real Tomayapo               | 32   | 30 | 9  | 5 | 16 | 28 | 45 | −17  |                                            |
| 14   | Blooming                    | 26   | 30 | 7  | 5 | 18 | 34 | 56 | −22  |                                            |
| 15   | Real Potosí (D)             | 25   | 30 | 7  | 4 | 19 | 30 | 63 | −33  | Promoción por la permanencia.              |
| 16   | San José (D)                | −11  | 30 | 0  | 1 | 29 | 9  | 96 | −87  | Descenso de categoría.                     |

 Fuente: FBF
Notas:
1. ↑  San José fue sancionado con −12 puntos a causa de deudas.[63][64]

### Evolución de la clasificación
| Jornada                 | 1  | 2  | 3  | 4  | 5  | 6  | 7  | 8  | 9  | 10 | 11 | 12 | 13 | 14 | 15 | 16 | 17 | 18 | 19 | 20 | 21 | 22 | 23 | 24 | 25 | 26 | 27 | 28 | 29 | 30 |
| Equipo                  |    |    |    |    |    |    |    |    |    |    |    |    |    |    |    |    |    |    |    |    |    |    |    |    |    |    |    |    |    |    |
| ----------------------- | -- | -- | -- | -- | -- | -- | -- | -- | -- | -- | -- | -- | -- | -- | -- | -- | -- | -- | -- | -- | -- | -- | -- | -- | -- | -- | -- | -- | -- | -- |
| Independiente Petrolero | 8  | 9  | 8  | 10 | 9  | 9  | 7  | 5  | 9  | 5  | 3  | 7  | 4  | 2  | 3  | 3  | 3  | 3  | 3  | 3  | 2  | 3  | 3  | 3  | 3  | 3  | 3  | 3  | 2  | 1  |
| Always Ready            | 14 | 3  | 3  | 5  | 8  | 8  | 11 | 9  | 8  | 11 | 8  | 8  | 8  | 5  | 2  | 2  | 2  | 1  | 1  | 1  | 1  | 1  | 1  | 1  | 1  | 2  | 2  | 1  | 3  | 2  |
| The Strongest           | 2  | 2  | 2  | 2  | 1  | 1  | 1  | 1  | 1  | 1  | 1  | 1  | 1  | 1  | 1  | 1  | 1  | 2  | 2  | 2  | 3  | 2  | 2  | 2  | 2  | 1  | 1  | 2  | 1  | 3  |
| Bolívar                 | 6  | 14 | 7  | 4  | 5  | 2  | 2  | 2  | 2  | 2  | 6  | 3  | 5  | 7  | 7  | 6  | 5  | 6  | 6  | 6  | 5  | 5  | 4  | 4  | 4  | 4  | 4  | 4  | 4  | 4  |
| Royal Pari              | 1  | 1  | 1  | 1  | 2  | 4  | 4  | 4  | 4  | 3  | 4  | 4  | 6  | 4  | 5  | 4  | 4  | 4  | 4  | 4  | 4  | 4  | 5  | 5  | 5  | 5  | 5  | 5  | 5  | 5  |
| Oriente Petrolero       | 10 | 15 | 12 | 13 | 13 | 12 | 9  | 10 | 7  | 10 | 5  | 6  | 2  | 3  | 4  | 7  | 6  | 5  | 5  | 5  | 6  | 6  | 6  | 6  | 6  | 6  | 6  | 6  | 6  | 6  |
| Wilstermann             | 9  | 12 | 11 | 14 | 14 | 14 | 13 | 14 | 13 | 13 | 13 | 14 | 13 | 11 | 10 | 9  | 8  | 8  | 9  | 9  | 9  | 9  | 7  | 7  | 7  | 7  | 7  | 7  | 7  | 7  |
| Guabirá                 | 7  | 4  | 5  | 8  | 6  | 6  | 5  | 7  | 10 | 7  | 10 | 9  | 9  | 9  | 9  | 8  | 10 | 9  | 8  | 7  | 7  | 7  | 8  | 8  | 8  | 8  | 8  | 8  | 8  | 8  |
| Atlético Palmaflor      | 4  | 5  | 4  | 3  | 7  | 5  | 6  | 8  | 5  | 4  | 2  | 2  | 3  | 6  | 6  | 5  | 7  | 7  | 7  | 8  | 8  | 8  | 9  | 9  | 9  | 10 | 9  | 10 | 9  | 9  |
| Nacional Potosí         | 13 | 6  | 6  | 6  | 3  | 3  | 3  | 3  | 3  | 6  | 7  | 5  | 7  | 8  | 7  | 10 | 9  | 10 | 12 | 11 | 11 | 11 | 10 | 10 | 10 | 11 | 10 | 9  | 10 | 10 |
| Real Santa Cruz         | 12 | 13 | 15 | 15 | 15 | 15 | 15 | 13 | 14 | 14 | 14 | 12 | 12 | 13 | 11 | 11 | 11 | 11 | 10 | 10 | 10 | 10 | 11 | 11 | 11 | 9  | 11 | 11 | 11 | 11 |
| Aurora                  | 16 | 11 | 10 | 12 | 11 | 10 | 8  | 6  | 6  | 8  | 11 | 11 | 11 | 10 | 12 | 12 | 12 | 12 | 11 | 12 | 12 | 12 | 12 | 12 | 12 | 12 | 12 | 12 | 12 | 12 |
| Real Tomayapo           | 3  | 7  | 9  | 7  | 4  | 7  | 10 | 12 | 11 | 9  | 9  | 10 | 10 | 12 | 13 | 13 | 13 | 13 | 13 | 13 | 13 | 13 | 13 | 13 | 13 | 13 | 13 | 13 | 13 | 13 |
| Blooming                | 5  | 8  | 14 | 11 | 12 | 11 | 12 | 11 | 12 | 12 | 12 | 13 | 14 | 14 | 14 | 14 | 14 | 14 | 14 | 14 | 14 | 14 | 14 | 14 | 14 | 15 | 15 | 15 | 15 | 14 |
| Real Potosí             | 11 | 10 | 13 | 9  | 10 | 13 | 14 | 15 | 15 | 15 | 15 | 15 | 15 | 15 | 15 | 15 | 15 | 15 | 15 | 15 | 15 | 15 | 15 | 15 | 15 | 14 | 14 | 14 | 14 | 15 |
| San José                | 15 | 16 | 16 | 16 | 16 | 16 | 16 | 16 | 16 | 16 | 16 | 16 | 16 | 16 | 16 | 16 | 16 | 16 | 16 | 16 | 16 | 16 | 16 | 16 | 16 | 16 | 16 | 16 | 16 | 16 |

Notas
1. 1 2 3 4 5 6 7 8 9 10  Tuvieron un partido pendiente entre la 1.ª y la 2.ª fecha.
2. 1 2  Tuvieron un partido pendiente entre la 6.ª y la 14.ª fecha.
3. 1 2  Tuvieron un partido pendiente entre la 9.ª y la 14.ª fecha.
4. 1 2  Tuvieron un partido pendiente entre la 5.ª y la 7.ª fecha.
5. 1 2  Tuvieron un partido pendiente entre la 24.ª y la 25.ª fecha.

## Resultados
| Nacional Potosí         | 3 - 4 | The Strongest      | Víctor Agustín Ugarte | 9 de marzo  | 18:15 |
| Aurora                  | 0 - 8 | Royal Pari         | Félix Capriles        | 11 de marzo | 15:00 |
| Real Tomayapo           | 1 - 0 | Always Ready       | IV Centenario         | 11 de marzo | 20:00 |
| San José                | 1 - 3 | Atlético Palmaflor | Jesús Bermúdez        | 20 de marzo | 15:00 |
| Independiente Petrolero | 1 - 0 | Oriente Petrolero  | Olímpico Patria       | 20 de marzo | 18:00 |
| Blooming                | 0 - 1 | Guabirá            | Ramón Aguilera Costas | 21 de marzo | 17:15 |
| Bolívar                 | 1 - 0 | Real Potosí        | Hernando Siles        | 21 de marzo | 19:30 |
| Real Santa Cruz         | 0 - 2 | Jorge Wilstermann  | Real Santa Cruz       | 28 de marzo | 15:00 |

| Guabirá            | 3 - 1 | Bolívar                 | Gilberto Parada       | 13 de marzo | 15:00 |
| Jorge Wilstermann  | 1 - 2 | Nacional Potosí         | Félix Capriles        | 13 de marzo | 17:15 |
| Atlético Palmaflor | 1 - 0 | Real Santa Cruz         | Félix Capriles        | 13 de marzo | 19:30 |
| Always Ready       | 5 - 0 | San José                | Municipal de El Alto  | 14 de marzo | 15:00 |
| The Strongest      | 5 - 2 | Oriente Petrolero       | Hernando Siles        | 14 de marzo | 17:15 |
| Blooming           | 2 - 2 | Independiente Petrolero | Ramón Aguilera Costas | 14 de marzo | 19:30 |
| Royal Pari         | 4 - 2 | Real Tomayapo           | Ramón Aguilera Costas | 15 de marzo | 15:00 |
| Real Potosí        | 1 - 1 | Aurora                  | Víctor Agustín Ugarte | 15 de marzo | 20:00 |

| Nacional Potosí         | 3 - 2 | Atlético Palmaflor | Víctor Agustín Ugarte | 28 de marzo | 18:00 |
| Real Tomayapo           | 0 - 0 | Real Potosí        | IV Centenario         | 1 de abril  | 20:00 |
| Aurora                  | 2 - 1 | Guabirá            | Félix Capriles        | 2 de abril  | 15:00 |
| San José                | 0 - 3 | Royal Pari         | Jesús Bermúdez        | 2 de abril  | 20:00 |
| Real Santa Cruz         | 2 - 3 | Always Ready       | Real Santa Cruz       | 3 de abril  | 15:00 |
| Bolívar                 | 2 - 0 | Blooming           | Hernando Siles        | 3 de abril  | 17:15 |
| Oriente Petrolero       | 4 - 2 | Jorge Wilstermann  | Ramón Aguilera Costas | 4 de abril  | 15:00 |
| Independiente Petrolero | 2 - 2 | The Strongest      | Olímpico Patria       | 4 de abril  | 17:15 |

| Royal Pari         | 3 - 2 | Real Santa Cruz         | Ramón Aguilera Costas | 9 de abril  | 15:00 |
| Blooming           | 1 - 0 | Aurora                  | Ramón Aguilera Costas | 9 de abril  | 20:00 |
| Always Ready       | 1 - 1 | Nacional Potosí         | Municipal de El Alto  | 10 de abril | 15:00 |
| Atlético Palmaflor | 2 - 1 | Oriente Petrolero       | Félix Capriles        | 10 de abril | 17:15 |
| Guabirá            | 0 - 2 | Real Tomayapo           | Gilberto Parada       | 11 de abril | 15:00 |
| Jorge Wilstermann  | 0 - 3 | The Strongest           | Félix Capriles        | 11 de abril | 17:15 |
| Real Potosí        | 3 - 0 | San José                | Víctor Agustín Ugarte | 11 de abril | 19:00 |
| Bolívar            | 1 - 0 | Independiente Petrolero | Hernando Siles        | 12 de abril | 15:00 |

| Nacional Potosí         | 2 - 1 | Royal Pari         | Víctor Agustín Ugarte | 23 de abril | 19:30 |
| Oriente Petrolero       | 0 - 0 | Always Ready       | Ramón Aguilera Costas | 24 de abril | 16:00 |
| San José                | 0 - 1 | Guabirá            | Jesús Bermúdez        | 24 de abril | 18:15 |
| Real Tomayapo           | 2 - 1 | Blooming           | IV Centenario         | 25 de abril | 15:00 |
| Independiente Petrolero | 5 - 4 | Jorge Wilstermann  | Olímpico Patria       | 25 de abril | 19:30 |
| The Strongest           | 4 - 1 | Atlético Palmaflor | Hernando Siles        | 25 de abril | 20:30 |
| Aurora                  | 1 - 1 | Bolívar            | Félix Capriles        | 26 de abril | 19:00 |
| Real Santa Cruz         | 4 - 1 | Real Potosí        | Real Santa Cruz       | 12 de mayo  | 15:00 |

| Royal Pari         | 0 - 3 | Oriente Petrolero       | Ramón Aguilera Costas | 30 de abril  | 19:00 |
| Aurora             | 3 - 0 | Independiente Petrolero | Félix Capriles        | 1 de mayo    | 17:15 |
| Guabirá            | 1 - 0 | Real Santa Cruz         | Gilberto Parada       | 1 de mayo    | 19:30 |
| Real Potosí        | 1 - 2 | Nacional Potosí         | Víctor Agustín Ugarte | 2 de mayo    | 15:00 |
| Atlético Palmaflor | 3 - 1 | Jorge Wilstermann       | Félix Capriles        | 2 de mayo    | 15:00 |
| Bolívar            | 2 - 0 | Real Tomayapo           | Hernando Siles        | 2 de mayo    | 17:15 |
| Blooming           | 4 - 0 | San José                | Ramón Aguilera Costas | 3 de mayo    | 19:30 |
| Always Ready       | 2 - 1 | The Strongest           | Municipal de El Alto  | 11 de agosto | 15:00 |

| Real Santa Cruz         | 1 - 0 | Blooming           | Real Santa Cruz       | 7 de mayo  | 15:00 |
| The Strongest           | 3 - 0 | Royal Pari         | Hernando Siles        | 8 de mayo  | 15:00 |
| San José                | 0 - 5 | Bolívar            | Jesús Bermúdez        | 8 de mayo  | 17:15 |
| Independiente Petrolero | 2 - 0 | Atlético Palmaflor | Olímpico Patria       | 8 de mayo  | 19:30 |
| Nacional Potosí         | 2 - 1 | Guabirá            | Víctor Agustín Ugarte | 9 de mayo  | 15:00 |
| Jorge Wilstermann       | 5 - 2 | Always Ready       | Félix Capriles        | 9 de mayo  | 17:15 |
| Oriente Petrolero       | 2 - 0 | Real Potosí        | Ramón Aguilera Costas | 9 de mayo  | 19:30 |
| Real Tomayapo           | 1 - 2 | Aurora             | IV Centenario         | 10 de mayo | 20:00 |

| Real Tomayapo | 0 - 2 | Independiente Petrolero | IV Centenario         | 9 de julio  | 19:30 |
| Real Potosí   | 1 - 3 | The Strongest           | Víctor Agustín Ugarte | 10 de julio | 14:30 |
| Aurora        | 3 - 0 | San José                | Félix Capriles        | 10 de julio | 14:30 |
| Royal Pari    | 3 - 2 | Jorge Wilstermann       | Ramón Aguilera Costas | 10 de julio | 17:00 |
| Always Ready  | 3 - 2 | Atlético Palmaflor      | Municipal de El Alto  | 11 de julio | 15:00 |
| Guabirá       | 1 - 1 | Oriente Petrolero       | Gilberto Parada       | 11 de julio | 17:15 |
| Bolívar       | 1 - 1 | Real Santa Cruz         | Hernando Siles        | 11 de julio | 19:30 |
| Blooming      | 2 - 1 | Nacional Potosí         | Ramón Aguilera Costas | 12 de julio | 19:00 |

| Jorge Wilstermann       | 3 - 1 | Real Potosí   | Félix Capriles        | 16 de julio  | 15:00 |
| Real Santa Cruz         | 1 - 1 | Aurora        | Real Santa Cruz       | 17 de julio  | 15:00 |
| Atlético Palmaflor      | 2 - 0 | Royal Pari    | Félix Capriles        | 17 de julio  | 15:00 |
| San José                | 1 - 2 | Real Tomayapo | Jesús Bermúdez        | 17 de julio  | 17:15 |
| The Strongest           | 2 - 1 | Guabirá       | Hernando Siles        | 18 de julio  | 15:00 |
| Independiente Petrolero | 1 - 2 | Always Ready  | Olímpico Patria       | 18 de julio  | 17:15 |
| Oriente Petrolero       | 3 - 0 | Blooming      | Ramón Aguilera Costas | 18 de julio  | 17:15 |
| Nacional Potosí         | 1 - 1 | Bolívar       | Víctor Agustín Ugarte | 11 de agosto | 19:00 |

| Aurora        | 0 - 0 | Nacional Potosí         | Félix Capriles        | 20 de julio | 17:15 |
| Real Tomayapo | 2 - 1 | Real Santa Cruz         | IV Centenario         | 20 de julio | 19:30 |
| Royal Pari    | 2 - 1 | Always Ready            | Ramón Aguilera Costas | 21 de julio | 15:00 |
| Real Potosí   | 1 - 5 | Atlético Palmaflor      | Víctor Agustín Ugarte | 21 de julio | 18:15 |
| Blooming      | 2 - 0 | The Strongest           | Ramón Aguilera Costas | 21 de julio | 20:30 |
| Guabirá       | 3 - 2 | Jorge Wilstermann       | Gilberto Parada       | 22 de julio | 15:00 |
| San José      | 1 - 3 | Independiente Petrolero | Jesús Bermúdez        | 22 de julio | 17:15 |
| Bolívar       | 1 - 1 | Oriente Petrolero       | Hernando Siles        | 22 de julio | 18:15 |

| Always Ready            | 2 - 1 | Real Potosí   | Municipal de El Alto  | 24 de julio | 15:00 |
| Nacional Potosí         | 0 - 0 | Real Tomayapo | Víctor Agustín Ugarte | 24 de julio | 18:15 |
| Atlético Palmaflor      | 2 - 1 | Guabirá       | Félix Capriles        | 25 de julio | 13:00 |
| Independiente Petrolero | 1 - 0 | Royal Pari    | Olímpico Patria       | 25 de julio | 15:00 |
| The Strongest           | 3 - 1 | Bolívar       | Hernando Siles        | 25 de julio | 17:15 |
| Real Santa Cruz         | 5 - 0 | San José      | Real Santa Cruz       | 26 de julio | 15:00 |
| Jorge Wilstermann       | 2 - 1 | Blooming      | Félix Capriles        | 26 de julio | 18:15 |
| Oriente Petrolero       | 1 - 0 | Aurora        | Ramón Aguilera Costas | 26 de julio | 20:30 |

| San José        | 0 - 4 | Nacional Potosí         | Jesús Bermúdez        | 30 de julio | 15:00 |
| Real Potosí     | 1 - 3 | Royal Pari              | Víctor Agustín Ugarte | 30 de julio | 18:15 |
| Blooming        | 1 - 1 | Atlético Palmaflor      | Ramón Aguilera Costas | 30 de julio | 20:30 |
| Real Santa Cruz | 2 - 0 | Independiente Petrolero | Real Santa Cruz       | 31 de julio | 15:00 |
| Aurora          | 0 - 1 | The Strongest           | Félix Capriles        | 31 de julio | 15:00 |
| Bolívar         | 4 - 0 | Jorge Wilstermann       | Hernando Siles        | 31 de julio | 19:30 |
| Real Tomayapo   | 0 - 1 | Oriente Petrolero       | IV Centenario         | 1 de agosto | 15:00 |
| Guabirá         | 0 - 0 | Always Ready            | Gilberto Parada       | 1 de agosto | 17:15 |

| Atlético Palmaflor      | 2 - 2 | Bolívar         | Félix Capriles        | 3 de agosto | 15:00 |
| Nacional Potosí         | 2 - 2 | Real Santa Cruz | Víctor Agustín Ugarte | 3 de agosto | 18:15 |
| Independiente Petrolero | 2 - 1 | Real Potosí     | Olímpico Patria       | 3 de agosto | 20:30 |
| Always Ready            | 5 - 1 | Blooming        | Municipal de El Alto  | 4 de agosto | 15:00 |
| Oriente Petrolero       | 4 - 0 | San José        | Ramón Aguilera Costas | 4 de agosto | 18:30 |
| The Strongest           | 2 - 0 | Real Tomayapo   | Hernando Siles        | 4 de agosto | 19:00 |
| Royal Pari              | 1 - 1 | Guabirá         | Ramón Aguilera Costas | 5 de agosto | 15:00 |
| Jorge Wilstermann       | 2 - 1 | Aurora          | Félix Capriles        | 5 de agosto | 19:00 |

| Real Santa Cruz | 0 - 0 | Oriente Petrolero       | Real Santa Cruz       | 7 de agosto | 15:00 |
| San José        | 0 - 1 | The Strongest           | Jesús Bermúdez        | 7 de agosto | 17:15 |
| Nacional Potosí | 1 - 2 | Independiente Petrolero | Víctor Agustín Ugarte | 7 de agosto | 19:30 |
| Real Tomayapo   | 1 - 2 | Jorge Wilstermann       | IV Centenario         | 8 de agosto | 15:00 |
| Aurora          | 2 - 1 | Atlético Palmaflor      | Félix Capriles        | 8 de agosto | 17:15 |
| Bolívar         | 0 - 2 | Always Ready            | Hernando Siles        | 8 de agosto | 19:30 |
| Guabirá         | 3 - 0 | Real Potosí             | Gilberto Parada       | 9 de agosto | 15:00 |
| Blooming        | 0 - 1 | Royal Pari              | Ramón Aguilera Costas | 9 de agosto | 20:00 |

| Independiente Petrolero | 2 - 1 | Guabirá         | Olímpico Patria       | 13 de agosto | 17:15 |
| Real Potosí             | 3 - 1 | Blooming        | Víctor Agustín Ugarte | 13 de agosto | 19:30 |
| Always Ready            | 2 - 0 | Aurora          | Municipal de El Alto  | 14 de agosto | 15:00 |
| Atlético Palmaflor      | 2 - 0 | Real Tomayapo   | Félix Capriles        | 14 de agosto | 17:15 |
| The Strongest           | 1 - 2 | Real Santa Cruz | Hernando Siles        | 14 de agosto | 19:30 |
| Oriente Petrolero       | 0 - 0 | Nacional Potosí | Ramón Aguilera Costas | 15 de agosto | 15:00 |
| Jorge Wilstermann       | 4 - 0 | San José        | Félix Capriles        | 15 de agosto | 17:15 |
| Royal Pari              | 1 - 1 | Bolívar         | Ramón Aguilera Costas | 15 de agosto | 19:30 |

| Always Ready       | 3 - 1 | Real Tomayapo           | Municipal de El Alto  | 17 de agosto | 15:00 |
| Guabirá            | 4 - 2 | Blooming                | Gilberto Parada       | 17 de agosto | 19:30 |
| The Strongest      | 7 - 0 | Nacional Potosí         | Hernando Siles        | 18 de agosto | 15:00 |
| Atlético Palmaflor | 1 - 0 | San José                | Félix Capriles        | 18 de agosto | 18:15 |
| Oriente Petrolero  | 1 - 2 | Independiente Petrolero | Ramón Aguilera Costas | 18 de agosto | 20:15 |
| Royal Pari         | 1 - 0 | Aurora                  | Ramón Aguilera Costas | 19 de agosto | 15:00 |
| Real Potosí        | 0 - 2 | Bolívar                 | Víctor Agustín Ugarte | 19 de agosto | 18:15 |
| Jorge Wilstermann  | 5 - 1 | Real Santa Cruz         | Félix Capriles        | 19 de agosto | 20:15 |

| San José                | 0 - 4 | Always Ready       | Jesús Bermúdez        | 21 de agosto | 15:00 |
| Oriente Petrolero       | 2 - 0 | The Strongest      | Ramón Aguilera Costas | 21 de agosto | 17:15 |
| Independiente Petrolero | 3 - 0 | Blooming           | Olímpico Patria       | 21 de agosto | 19:30 |
| Nacional Potosí         | 0 - 1 | Jorge Wilstermann  | Víctor Agustín Ugarte | 22 de agosto | 15:00 |
| Real Tomayapo           | 1 - 4 | Royal Pari         | IV Centenario         | 22 de agosto | 17:00 |
| Bolívar                 | 6 - 0 | Guabirá            | Hernando Siles        | 22 de agosto | 17:15 |
| Real Santa Cruz         | 1 - 0 | Atlético Palmaflor | Real Santa Cruz       | 23 de agosto | 15:00 |
| Aurora                  | 5 - 0 | Real Potosí        | Félix Capriles        | 23 de agosto | 19:00 |

| Royal Pari         | 6 - 1 | San José                | Ramón Aguilera Costas | 11 de septiembre | 15:00 |
| Real Potosí        | 1 - 0 | Real Tomayapo           | Víctor Agustín Ugarte | 12 de septiembre | 15:00 |
| Jorge Wilstermann  | 0 - 1 | Oriente Petrolero       | Félix Capriles        | 12 de septiembre | 17:15 |
| The Strongest      | 1 - 1 | Independiente Petrolero | Hernando Siles        | 12 de septiembre | 19:30 |
| Guabirá            | 4 - 0 | Aurora                  | Gilberto Parada       | 13 de septiembre | 15:00 |
| Atlético Palmaflor | 0 - 0 | Nacional Potosí         | Félix Capriles        | 13 de septiembre | 19:30 |
| Always Ready       | 4 - 0 | Real Santa Cruz         | Municipal de El Alto  | 14 de septiembre | 15:00 |
| Blooming           | 2 - 2 | Bolívar                 | Ramón Aguilera Costas | 14 de septiembre | 17:15 |

| San José                | 0 - 0 | Real Potosí        | Jesús Bermúdez        | 17 de septiembre | 15:00 |
| Real Tomayapo           | 1 - 1 | Guabirá            | IV Centenario         | 17 de septiembre | 19:30 |
| Real Santa Cruz         | 2 - 1 | Royal Pari         | Real Santa Cruz       | 18 de septiembre | 15:00 |
| Aurora                  | 2 - 0 | Blooming           | Félix Capriles        | 18 de septiembre | 17:15 |
| Nacional Potosí         | 0 - 2 | Always Ready       | Víctor Agustín Ugarte | 18 de septiembre | 19:30 |
| Independiente Petrolero | 2 - 1 | Bolívar            | Olímpico Patria       | 19 de septiembre | 15:00 |
| The Strongest           | 3 - 1 | Jorge Wilstermann  | Hernando Siles        | 19 de septiembre | 17:15 |
| Oriente Petrolero       | 3 - 0 | Atlético Palmaflor | Ramón Aguilera Costas | 19 de septiembre | 19:30 |

| Guabirá            | 4 - 0 | San José                | Gilberto Parada       | 21 de septiembre | 15:00 |
| Real Potosí        | 3 - 0 | Real Santa Cruz         | Víctor Agustín Ugarte | 21 de septiembre | 19:00 |
| Blooming           | 0 - 1 | Real Tomayapo           | Ramón Aguilera Costas | 22 de septiembre | 15:00 |
| Atlético Palmaflor | 0 - 0 | The Strongest           | Félix Capriles        | 22 de septiembre | 18:15 |
| Bolívar            | 5 - 1 | Aurora                  | Hernando Siles        | 22 de septiembre | 20:00 |
| Always Ready       | 2 - 0 | Oriente Petrolero       | Municipal de El Alto  | 23 de septiembre | 15:00 |
| Royal Pari         | 2 - 0 | Nacional Potosí         | Ramón Aguilera Costas | 23 de septiembre | 17:15 |
| Jorge Wilstermann  | 2 - 3 | Independiente Petrolero | Félix Capriles        | 23 de septiembre | 19:30 |

| San José                | 1 - 2 | Blooming           | Jesús Bermúdez        | 25 de septiembre | 17:00 |
| Nacional Potosí         | 4 - 2 | Real Potosí        | Víctor Agustín Ugarte | 26 de septiembre | 15:00 |
| Real Tomayapo           | 1 - 3 | Bolívar            | IV Centenario         | 26 de septiembre | 17:15 |
| The Strongest           | 1 - 1 | Always Ready       | Hernando Siles        | 26 de septiembre | 19:30 |
| Real Santa Cruz         | 3 - 0 | Guabirá            | Ramón Aguilera Costas | 27 de septiembre | 15:00 |
| Independiente Petrolero | 3 - 0 | Aurora             | Olímpico Patria       | 27 de septiembre | 17:15 |
| Oriente Petrolero       | 2 - 4 | Royal Pari         | Ramón Aguilera Costas | 27 de septiembre | 20:00 |
| Jorge Wilstermann       | 5 - 0 | Atlético Palmaflor | Félix Capriles        | 27 de septiembre | 20:00 |

| Aurora             | 1 - 2 | Real Tomayapo           | Félix Capriles        | 17 de octubre | 17:15 |
| Blooming           | 3 - 1 | Real Santa Cruz         | Ramón Aguilera Costas | 17 de octubre | 19:30 |
| Guabirá            | 3 - 2 | Nacional Potosí         | Gilberto Parada       | 18 de octubre | 15:00 |
| Real Potosí        | 2 - 1 | Oriente Petrolero       | Víctor Agustín Ugarte | 19 de octubre | 15:00 |
| Royal Pari         | 0 - 1 | The Strongest           | Ramón Aguilera Costas | 19 de octubre | 17:15 |
| Bolívar            | 4 - 1 | San José                | Hernando Siles        | 19 de octubre | 20:00 |
| Always Ready       | 0 - 0 | Jorge Wilstermann       | Municipal de El Alto  | 20 de octubre | 15:00 |
| Atlético Palmaflor | 0 - 0 | Independiente Petrolero | Félix Capriles        | 20 de octubre | 19:30 |

| San José                | 1 - 4 | Aurora        | Jesús Bermúdez        | 22 de octubre | 15:30 |
| Oriente Petrolero       | 2 - 0 | Guabirá       | Ramón Aguilera Costas | 22 de octubre | 19:30 |
| The Strongest           | 1 - 0 | Real Potosí   | Hernando Siles        | 23 de octubre | 15:00 |
| Jorge Wilstermann       | 4 - 1 | Royal Pari    | Félix Capriles        | 23 de octubre | 17:15 |
| Nacional Potosí         | 4 - 0 | Blooming      | Víctor Agustín Ugarte | 23 de octubre | 19:30 |
| Independiente Petrolero | 1 - 0 | Real Tomayapo | Olímpico Patria       | 24 de octubre | 15:00 |
| Atlético Palmaflor      | 0 - 1 | Always Ready  | Félix Capriles        | 24 de octubre | 17:15 |
| Real Santa Cruz         | 0 - 3 | Bolívar       | Ramón Aguilera Costas | 24 de octubre | 19:30 |

| Guabirá       | 0 - 0 | The Strongest           | Gilberto Parada       | 26 de octubre  | 15:00 |
| Real Potosí   | 2 - 2 | Jorge Wilstermann       | Víctor Agustín Ugarte | 26 de octubre  | 18:15 |
| Always Ready  | 2 - 2 | Independiente Petrolero | Municipal de El Alto  | 27 de octubre  | 15:00 |
| Real Tomayapo | 1 - 0 | San José                | IV Centenario         | 27 de octubre  | 18:15 |
| Blooming      | 1 - 1 | Oriente Petrolero       | Ramón Aguilera Costas | 27 de octubre  | 20:30 |
| Royal Pari    | 2 - 2 | Atlético Palmaflor      | Ramón Aguilera Costas | 28 de octubre  | 15:00 |
| Bolívar       | 4 - 2 | Nacional Potosí         | Hernando Siles        | 28 de octubre  | 18:15 |
| Aurora        | 4 - 1 | Real Santa Cruz         | Félix Capriles        | 7 de noviembre | 15:00 |

| The Strongest           | 2 - 1 | Blooming      | Hernando Siles        | 30 de octubre  | 15:00 |
| Jorge Wilstermann       | 2 - 1 | Guabirá       | Félix Capriles        | 30 de octubre  | 17:15 |
| Always Ready            | 2 - 1 | Royal Pari    | Municipal de El Alto  | 31 de octubre  | 15:00 |
| Nacional Potosí         | 0 - 0 | Aurora        | Víctor Agustín Ugarte | 31 de octubre  | 17:15 |
| Oriente Petrolero       | 1 - 3 | Bolívar       | Ramón Aguilera Costas | 31 de octubre  | 19:30 |
| Real Santa Cruz         | 2 - 0 | Real Tomayapo | Real Santa Cruz       | 1 de noviembre | 15:00 |
| Independiente Petrolero | 4 - 0 | San José      | Olímpico Patria       | 1 de noviembre | 19:15 |
| Atlético Palmaflor      | 0 - 1 | Real Potosí   | Félix Capriles        | 1 de noviembre | 20:30 |

| Guabirá       | 2 - 0 | Atlético Palmaflor      | Gilberto Parada       | 20 de noviembre | 15:00 |
| Aurora        | 1 - 2 | Oriente Petrolero       | Félix Capriles        | 20 de noviembre | 17:15 |
| Royal Pari    | 3 - 1 | Independiente Petrolero | Ramón Aguilera Costas | 20 de noviembre | 19:30 |
| Real Potosí   | 3 - 2 | Always Ready            | Víctor Agustín Ugarte | 21 de noviembre | 15:00 |
| Bolívar       | 0 - 1 | The Strongest           | Hernando Siles        | 21 de noviembre | 17:15 |
| Blooming      | 2 - 2 | Jorge Wilstermann       | Ramón Aguilera Costas | 21 de noviembre | 19:30 |
| San José      | 1 - 2 | Real Santa Cruz         | Jesús Bermúdez        | 22 de noviembre | 15:45 |
| Real Tomayapo | 3 - 0 | Nacional Potosí         | IV Centenario         | 22 de noviembre | 20:00 |

| Nacional Potosí         | 7 - 1 | San José        | Víctor Agustín Ugarte | 26 de noviembre | 15:00 |
| The Strongest           | 3 - 0 | Aurora          | Hernando Siles        | 26 de noviembre | 18:15 |
| Oriente Petrolero       | 3 - 1 | Real Tomayapo   | Ramón Aguilera Costas | 26 de noviembre | 20:30 |
| Always Ready            | 6 - 1 | Guabirá         | Municipal de El Alto  | 27 de noviembre | 15:00 |
| Atlético Palmaflor      | 3 - 0 | Blooming        | Félix Capriles        | 27 de noviembre | 17:15 |
| Independiente Petrolero | 2 - 1 | Real Santa Cruz | Olímpico Patria       | 27 de noviembre | 19:30 |
| Royal Pari              | 5 - 0 | Real Potosí     | Ramón Aguilera Costas | 28 de noviembre | 15:00 |
| Jorge Wilstermann       | 1 - 0 | Bolívar         | Félix Capriles        | 28 de noviembre | 17:15 |

| San José        | 0 - 2 | Oriente Petrolero       | Jesús Bermúdez        | 30 de noviembre | 15:45 |
| Blooming        | 1 - 2 | Always Ready            | Ramón Aguilera Costas | 30 de noviembre | 20:00 |
| Real Santa Cruz | 1 - 1 | Nacional Potosí         | Real Santa Cruz       | 1 de diciembre  | 15:00 |
| Aurora          | 1 - 1 | Jorge Wilstermann       | Félix Capriles        | 1 de diciembre  | 19:00 |
| Bolívar         | 3 - 1 | Atlético Palmaflor      | Hernando Siles        | 1 de diciembre  | 19:30 |
| Real Potosí     | 0 - 5 | Independiente Petrolero | Víctor Agustín Ugarte | 2 de diciembre  | 15:00 |
| Guabirá         | 3 - 2 | Royal Pari              | Gilberto Parada       | 2 de diciembre  | 15:00 |
| Real Tomayapo   | 0 - 0 | The Strongest           | IV Centenario         | 2 de diciembre  | 20:00 |

| Atlético Palmaflor      | 3 - 2 | Aurora          | Félix Capriles        | 4 de diciembre | 15:00 |
| Oriente Petrolero       | 2 - 0 | Real Santa Cruz | Ramón Aguilera Costas | 4 de diciembre | 20:30 |
| Independiente Petrolero | 2 - 0 | Nacional Potosí | Olímpico Patria       | 5 de diciembre | 15:00 |
| Always Ready            | 1 - 1 | Bolívar         | Municipal de El Alto  | 5 de diciembre | 15:00 |
| The Strongest           | 2 - 0 | San José        | Hernando Siles        | 5 de diciembre | 15:00 |
| Royal Pari              | 4 - 3 | Blooming        | Ramón Aguilera Costas | 5 de diciembre | 15:00 |
| Real Potosí             | 1 - 3 | Guabirá         | Víctor Agustín Ugarte | 5 de diciembre | 15:00 |
| Jorge Wilstermann       | 3 - 0 | Real Tomayapo   | Félix Capriles        | 6 de diciembre | 19:00 |

| Nacional Potosí | 1 - 0 | Oriente Petrolero           | Víctor Agustín Ugarte | 10 de diciembre | 15:00     |
| Bolívar         | 2 - 0 | Royal Pari                  | Hernando Siles        | 10 de diciembre | 19:00     |
| Real Tomayapo   | 3 - 3 | Atlético Palmaflor          | IV Centenario         | 11 de diciembre | 15:00     |
| Blooming        | 1 - 0 | Real Potosí                 | Ramón Aguilera Costas | 11 de diciembre | 19:00     |
| Guabirá         | 2 - 3 | Independiente Petrolero (C) | Gilberto Parada       | 12 de diciembre | 15:00     |
| Aurora          | 3 - 4 | Always Ready                | Félix Capriles        | 12 de diciembre | 15:00     |
| Real Santa Cruz | 1 - 0 | The Strongest               | Real Santa Cruz       | 12 de diciembre | 15:00     |
| San José        | 0 - 3 | Jorge Wilstermann           | Cancelado             | Cancelado       | Cancelado |

### Campeón
|                                                                                             |
|                                                                                             |
| Independiente Petrolero 1.er título de División Profesional 1.er título de Primera División |

## Play-off de ascenso y descenso indirecto
Real Potosí, que fue el penúltimo equipo ubicado en la tabla de posiciones de este torneo; se enfrentó contra el subcampeón de la Copa Simón Bolívar, que fue Universitario de Sucre.

### Real Potosí vs. Universitario de Sucre
| Ida; 15 de diciembre, 19:00 (UTC-4) | Real Potosí       | 1:2 (0:1) | Universitario de Sucre  | Estadio Víctor Agustín Ugarte, Potosí |                          |
|                                     | Lovera 75' (pen.) | Reporte   | Brun 12' · Argüello 51' | Árbitro(s): Jordy Alemán              | Árbitro(s): Jordy Alemán |

| Vuelta; 19 de diciembre, 15:00 (UTC-4) | Universitario de Sucre                   | 2:0 (0:0) (Global 4:1) | Real Potosí | Estadio Olímpico Patria, Sucre |                        |
|                                        | L. Gonzáles 57' · A. González 86' (pen.) | Reporte                |             | Árbitro(s): Ivo Méndez         | Árbitro(s): Ivo Méndez |

Clasificación final
| Real Potosí Desciende a la Asociación de Fútbol Potosí | Universitario de Sucre Asciende a la División Profesional |
| ------------------------------------------------------ | --------------------------------------------------------- |

## Clasificación a torneos Conmebol

### Copa Libertadores 2022
| Cupo      | Equipo                  | Fase           | Método de clasificación      |
| --------- | ----------------------- | -------------- | ---------------------------- |
| Bolivia 1 | Independiente Petrolero | Fase de grupos | Campeón nacional             |
| Bolivia 2 | Always Ready            | Fase de grupos | Subcampeón                   |
| Bolivia 3 | The Strongest           | Fase 2         | Tercer puesto del campeonato |
| Bolivia 4 | Bolívar                 | Fase 1         | Cuarto puesto del campeonato |

### Copa Sudamericana 2022
| Cupo      | Equipo            | Fase   | Método de clasificación       |
| --------- | ----------------- | ------ | ----------------------------- |
| Bolivia 1 | Royal Pari        | Fase 1 | Quinto puesto del campeonato  |
| Bolivia 2 | Oriente Petrolero | Fase 1 | Sexto puesto del campeonato   |
| Bolivia 3 | Jorge Wilstermann | Fase 1 | Séptimo puesto del campeonato |
| Bolivia 4 | Guabirá           | Fase 1 | Octavo puesto del campeonato  |

## Estadísticas

### Goleadores
| Pos. | Jugador            | Goles | Part. | Prom. | Club                    |
| ---- | ------------------ | ----- | ----- | ----- | ----------------------- |
| 1    | Martín Prost       | 18    | 29    | 0.62  | Independiente Petrolero |
| 2    | Carmelo Algarañaz  | 17    | 25    | 0.64  | Always Ready            |
| 3    | Kevin Mina         | 16    | 20    | 0.75  | Guabirá                 |
| =    | Leonardo Ramos     | 15    | 22    | 0.68  | Bolívar                 |
| =    | Jefferson Tavarez  | 15    | 26    | 0.58  | Royal Pari F. C.        |
| 6    | Edarlyn Reyes      | 14    | 27    | 0.52  | Real Santa Cruz         |
| 7    | Jair Reinoso       | 13    | 27    | 0.48  | The Strongest           |
| 8    | Sebastián Gularte  | 12    | 28    | 0.43  | C. A. Nacional Potosí   |
| =    | Willie Barbosa     | 12    | 27    | 0.44  | The Strongest           |
| 10   | Serginho           | 11    | 26    | 0.42  | Jorge Wilstermann       |
| =    | Juan Godoy         | 11    | 24    | 0.46  | Independiente Petrolero |
| =    | Patricio Rodríguez | 11    | 26    | 0.42  | Jorge Wilstermann       |
| 13   | Elías Alderete     | 10    | 26    | 0.38  | Aurora                  |
| =    | Rubilio Castillo   | 10    | 24    | 0.42  | Royal Pari F. C.        |
| =    | Erwin Saavedra     | 10    | 25    | 0.4   | Bolívar                 |